# Sagou
 (avril 2025).
Si vous disposez d'ouvrages ou d'articles de référence ou si vous connaissez des sites web de qualité traitant du thème abordé ici, merci de compléter l'article en donnant les références utiles à sa vérifiabilité et en les liant à la section « Notes et références ».

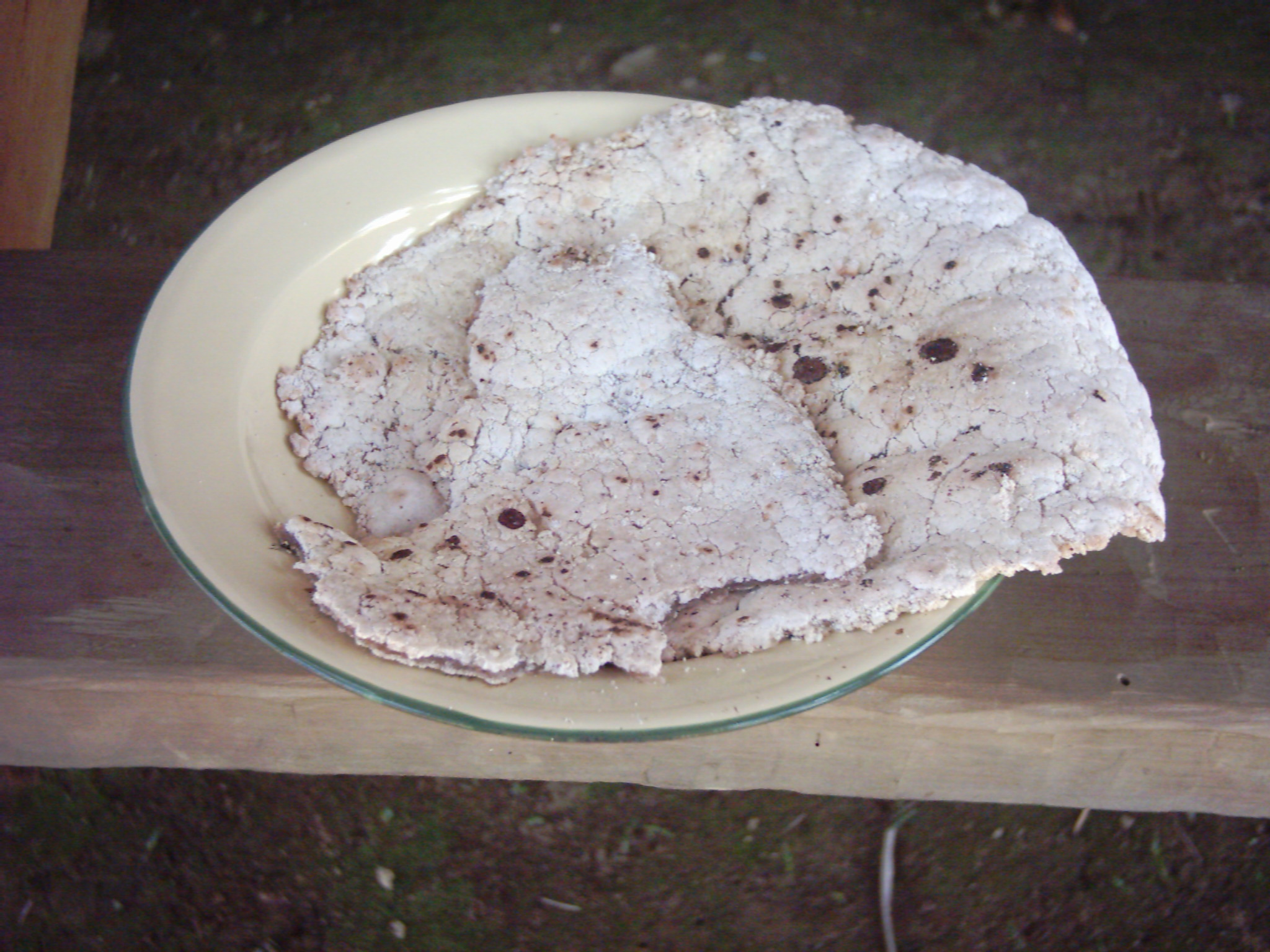
Galette de sagou.

Le sagou est une fécule alimentaire extraite de la pulpe du tronc du sagoutier (un type de palmier). Contenant surtout des glucides, elle ne présente quasiment ni protéines, ni graisses, ni vitamines, ni minéraux. C'est l'aliment de base des Papous en Papouasie-Nouvelle-Guinée, mais également des Punans (les derniers nomades du Sarawak, dans la jungle de l'île de Bornéo) et des Mentawais.
Le sagou est traditionnellement cuisiné et consommé sous plusieurs formes, notamment roulé en boule, cuit dans l'eau bouillante, ou bien sous forme de galettes.
En Inde, le sagou est appelé sabudana ou sabudane. Lors des jeûnes pendant les fêtes religieuses, c'est le seul aliment que peuvent consommer les hindous (notamment les jeûneurs débutants et les personnes âgées).
Un « faux » sagou est fabriqué au Japon à partir du Cycas japonais. En Amérique du Sud, on appelle Sagou la fécule extraite de Canna indica.

## Mode de récupération du sagou

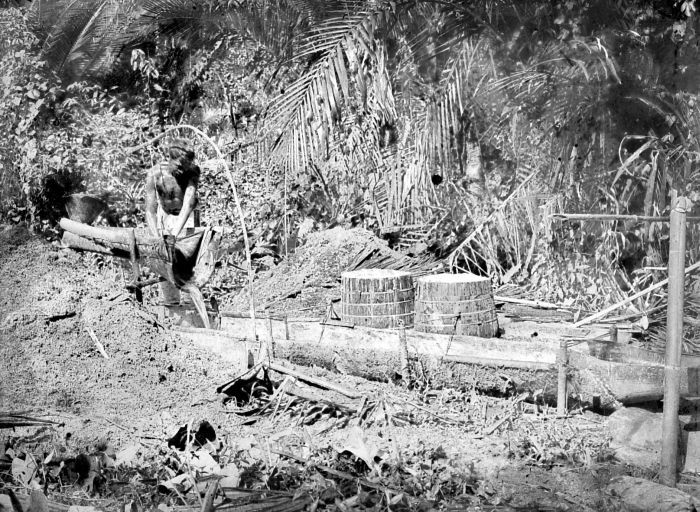
Lavage de la pulpe de sagou à Céram (avant 1923).

La « farine » de sagou est extraite du tronc du palmier. L’opération mobilise en général toute une famille ou une partie d’une tribu. Elle consiste à abattre l’arbre et à l’écorcer ; c’est la tâche des hommes. Les femmes s’attaquent ensuite à piler le cœur du tronc de palmier à l’aide d’herminettes ou de marteaux en bambou pour atteindre le cœur composé de fibres et du précieux féculent. Il est finalement récupéré sous forme de pâtés obtenus après filtration et décantation de la bouillie extraite du tronc de l’arbre. Les femmes sont particulièrement adroites pour confectionner un « petit » atelier en pleine forêt en bordure de rivière. Le contenu d’un arbre peut suffire à nourrir deux à trois familles durant une semaine. Il est consommé nature, ou cuit sur le feu en forme de galettes.